# Prix de La Mayenne
Prix de La Mayenne är ett årligt travlopp för 5 och 6-åriga varmblodiga travhästar som körs på Vincennesbanan utanför Paris i Frankrike varje år i slutet av februari. Det är ett Grupp 3-lopp, det vill säga ett lopp av tredje högsta internationella klass. Förstapris är 40 500 euro. Loppet körs över distansen 2700 meter.

## Vinnare
| År   | Häst               | Far               | Kusk                  | Tränare                 | Tid/km |
| ---- | ------------------ | ----------------- | --------------------- | ----------------------- | ------ |
| 2025 | Kanto Avis         | Ready Cash        | Benjamin Rochard      | Marc Sassier            | 1'11"7 |
| 2024 | Indigo de Fontaine | Niky              | Léo Abrivard          | Laurent-Claude Abrivard | 1'13"2 |
| 2023 | Inexess Bleu       | Vittel de Brevol  | Alexandre Abrivard    | Laurent-Claude Abrivard | 1'13"7 |
| 2022 | Goéland d'Haufor   | Voltigeur de Myrt | Charles Julien Bigeon | Christian Bigeon        | 1'11"9 |
| 2021 | Allegra W.F.       | Varenne           | Björn Goop            | Vitale Ciotola          | 1'12"5 |
| 2020 | Fairplay d'Urzy    | Ready Cash        | Jean-Michel Bazire    | Jean-Michel Bazire      | 1'13"6 |
| 2019 | Dreambreaker       | Offshore Dream    | Jean-Michel Bazire    | Jean-Michel Bazire      | 1'12"7 |
| 2018 | Mindyourvalue W.F. | Hövding Lavec     | Jean-Michel Bazire    | Robert Bergh            | 1'13"4 |
| 2017 | Twister Bi         | Varenne           | Björn Goop            | Jerry Riordan           | 1'14"4 |